# Province de José María Linares
La province de José María Linares est une des 16 provinces du département de Potosí, en Bolivie. Son chef-lieu est Puna.
Sa population s'élevait à 51 412 habitants au recensement de 2001.
La province est subdivisée en deux municipes (municipios) :
- Caiza "D"
- Puna